# 1117 (szám)
Az 1117 (római számmal: MCXVII) az 1116 és 1118 között található természetes szám.

## A szám a matematikában
A tízes számrendszerbeli 1117-es a kettes számrendszerben 10001011101, a nyolcas számrendszerben 2135, a tizenhatos számrendszerben 45D alakban írható fel.
Az 1117 páratlan szám, prímszám. Kanonikus alakja 11171, normálalakban az 1,117 · 103 szorzattal írható fel. Két osztója van a természetes számok halmazán, ezek növekvő sorrendben: 1 és 1117.
Az 1117 negyvenhárom szám valódiosztó-összegeként áll elő, ezek közül legkisebb a 3875.

## Csillagászat
- 1117 Reginita kisbolygó